# گرینویل (ویسکانسین)
گرینویل (به انگلیسی: Greenville) یک شهر در ایالات متحده آمریکا است که در شهرستان اوتاگامی، ویسکانسین واقع شده‌است. گرینویل ۱۰٬۳۰۹ نفر جمعیت دارد و ۲۵۲ متر بالاتر از سطح دریا واقع شده‌است.